# Taylor Lake Village
Taylor Lake Village város az USA Texas államában, Harris megyében. Lakosainak száma 3704 fő (2020. április 1.).

## Népesség
A település népességének változása:

| 2010 | 3 544 |
| 2020 | 3 704 |